# الطلاق بالثلاثة في الهند
الطلاق بالثلاثة في الهند أو الطلاق الفوري البائن أو الطلاق الثلاثي أو  الطلاق المغلظ كان شكلاً من أشكال الطلاق الإسلامي الذي يستخدمه المسلمون في الهند، وخاصةً أتباع مدارس الفقه الإسلامي السني الحنفي. يسمح من خلاله لأي رجل مسلم بتطليق زوجته من خلال نطق كلمة «طلاق» ثلاث مرات شفويا أو كتابيا ومؤخرًا من خلال بعث رسالة إلكترونية.
وبالرغم من تنصيص القران الكريم على طرق محددة لتجنب الطلاق المتهور. كان استخدام حالة الطلاق الثلاثي في الهند موضع جدل ومناقشة حيث أثار المشككون في هذه الممارسة قضايا العدالة والمساواة بين الجنسين وحقوق الإنسان والعلمانية. بلغ النقاش إلى حكومة الهند والمحكمة العليا في الهند وهو مرتبط بالنقاش حول قانون مدني موحد في الهند (المادة 44).
في 22 أغسطس 2017، اعتبرت المحكمة العليا الهندية أن الطلاق الفوري البائن غير دستوري. بعد تصويت قاضيان من أصل خمس قضاة مكونين للمحكمة على دستورية الممارسة في مقابل تصويت ثلاث قضاة بأنها غير دستورية مع مطالبة الحكومة في وقت واحد بحظر هذه الممارسة عن طريق سن قانون.
بعد أن حظرته 23 دولة مسلمة جارة للهند. في 30 يوليو 2019، أعلن البرلمان الهندي أن ممارسة الطلاق الثلاثي غير قانوني وغير دستوري ووصفها بأنها فعل يعاقب عليه اعتبارًا من 1 أغسطس 2019.

## الحظر القانوني
في 26 يوليو 2019، وبعد نقاش محتدم بين الفصائل السياسية والدينية في الهند نجحت المعارضة في الحصول على حكم من المحكمة العليا الهندية أصدرت من خلاله قانون المرأة الهندية المسلمة لسنة 2019 في أغسطس 2017. بموجب هذا القانون أصبح الطلاق بالثلاثة في الهند أو الطلاق الثلاثي في الهند غير قانوني في الهند في 1 أغسطس 2019، مستبدلا بذلك مرسوم الطلاق الثلاثي الصادر في فبراير 2019. وينص القانون على أن الطلاق الثلاثي سواء كان شفهيا أو كتابيا أو عن طريق الوسائل الإلكترونية مثل البريد الإلكتروني أو الرسائل النصية على الهاتف أو بأي شكل من الأشكال يعتبر غير قانوني وباطل تحت طائلة عقوبة سجنية تصل إلى ثلاث سنوات للزوج. بموجب القانون الجديد كذلك يحق للزوجة المتضررة المطالبة بإعالة أطفالها المحتاجين.
في عام 2017، أصدرت المحكمة العليا الهندية حكما مفاده أن الطلاق الثلاثي الفوري غير دستوري وأن النطق بالطلاق ثلاث مرات في جلسة واحدة يعد باطلاً وغير قانوني. بعدها قدمت الحكومة مشروع القانون لأول مرة في نفس السنة. لكنه لقي معارضة من قبل بعض النواب مثل حزب راشتريا جاناتا دال ومجلس عموم الهند لوحدة المسلمين وحزب بيجو جاناتا دال وحزب عموم الهند آنا درافيديان التقدمي وحزب المؤتمر الوطني الهندي ورابطة مسلمي عموم الهند. حيث دعا العديد من نواب المعارضة إلى إرساله إلى لجنة مختارة للتدقيق. تم تمرير القانون في 28 ديسمبر 2017 من قبل لوك سابها وهو مجلس النواب في البرلمان الهندي الذي شغل حزب بهاراتيا جاناتا الحاكم أغلبية المقاعد فيه.
بعد الانتصار السياسي الكبير لحكومة مودي، وافق مجلس الشيوخ على المشروع، حيث لم يكن لحزب التحالف الوطني الديمقراطي الحاكم أغلبية برلمانية. فتم في 30 يوليو 2019، وبعد نقاش طويل الموافقة على مشروع القانون (99-84).